# Aska (målning)
Aska (norska: Aske) är en oljemålning av den norske konstnären Edvard Munch från 1894. Den är utställd på Nasjonalmuseet for kunst, arkitektur og design i Oslo.
Aska ingår i den serie på omkring 20 målningar som Munch benämnde Livsfrisen och som skildrar den moderna människans ångest och dunkla driftsliv. Det finns stora likheter med den olyckliga mannen i denna målning och mannen i målningarna Melankoli (1891) och Vampyren (1892–1893). Kvinnan i målningen har en till hälften uppknäppt klänning och har vissa gemensamma drag med kvinnan i Svartsjuka (1895). Aska illustrerar den i Munchs värld konfliktfyllda relationen mellan män och kvinnor.
Under stora delar av 1890-talet var Munch bosatt i Berlin där han tillhörde den konstnärskrets som frekventerade Zum schwarzen Ferkel. Där ingick bland annat August Strindberg som Munch porträtterade 1892. Det var också i Berlin som Munch 1902 ställde ut hela Livsfrisen som befäste hans plats i konsthistorien.
Munch repeterade motivet i Aska i en oljemålning från 1925 som är utställd på Munchmuseet i Oslo. Därtill finns flera skisser och litografier med samma motiv.